# 有仍氏
有仍氏（ゆうにょうし、ゆうじょうし、拼音: yǒuréng shì）は、中国の歴史書に見える夏・殷の時代の氏族。主な出身人物は相の后である緡や玄妻。
有仍氏は有任氏、或いは有扔氏と書かれる事もあるが、それは上古の時代、「仍」と「任」と「扔」が通仮字であった事が原因である。『漢書』顔師古注には「扔音仍」とある。

## 概要
有仍氏の姓は伏羲あるいは蒼頡を祖とする風姓（元は己姓）で、その本貫は古代の兗州の任城・亢父に相当する現在の山東省済寧市金郷県・任城区であるとされる。
『荘子』には「任公子」という釣り人の話がある。
戦国時代に滅ぼされたとされるが、その原因は不明である。
中国の唐代に生きた沈既済は、妖狐が任氏の美女に変化して鄭六という人物の妻になるという『任氏伝（じんしでん）』を書いた。